# Ромі Монтейру
Ромі Труггелаар (13 листопада 1992 , Утрехт ), більш відома як Ромі Монтейро (нід. вимова: [ˈroːmi mɔnˈteːroː]) — нідерландська співачка, акторка та телеведуча. Після участі у пісенному конкурсі «Голос Нідерландів» у 2014 році отримала головну роль у нідерландському мюзиклі «Тілоохоронець» у 2015 році.

## Кар'єра
У 2014 році Монтейру взяла участь у п'ятому сезоні «Голосу Голландії». Вона вийшла на прямі виступи з Трентьє Остергейс як її тренером, але вибула у чвертьфіналі. У вересні 2015 року вона дебютувала в мюзиклі «Охоронець», у якому зіграла роль Рейчел Маррон. У 2016 році вона отримала музичну премію «Майбутній талант» за роль у фільмі «Охоронець».
Того ж року Монтейру брала участь у шоу талантів Dance Dance Dance разом зі своєю мамою Антьє Монтейру. Вони припинили боротьбу в четвертому епізоді. 10 лютого 2017 року Монтейру випустила свій дебютний альбом «A Tribute to Whitney», що містить кавери на пісні Вітні Г'юстон. Цей альбом досяг 1-го місця в рейтингу 100 найкращих голландських альбомів.
У 2017 році вона була ведучою дитячого шоу Mijn vader is de beste для AVROTROS. З 2017 року також працює ведучою пісенного конкурсу Junior Songfestival, який є нідерландським відбором на Дитячий пісенний конкурс Євробачення.
У 2018 році була тренеркою в пісенному конкурсі It Takes 2 на SBS6. У 2019 році вона разом з Джонні де Молом презентувала шоу талантів DanceSing, також на SBS6.
У 2020 році Монтейру повернулася до суспільного мовника AVROTROS, щоб представити De Hit Kwis разом з Kees Tol. Вона грає роль Індри Калховена в мильній опері RTL 4 Goede tijden, slechte tijden.
22 травня 2021 року Монтейру оголосила результати голосування голландського журі на пісенному конкурсі Євробачення 2021, замінивши Дункана Лоуренса, у якого раніше того тижня був позитивний тест на COVID-19.